# علاء بکیر
علاء بکیر (انگلیسی: Alaa Bakir؛ زادهٔ ۱۵ ژانویهٔ ۲۰۰۱) بازیکن فوتبال اهل آلمان است.